# Stadthaus (Potsdam)

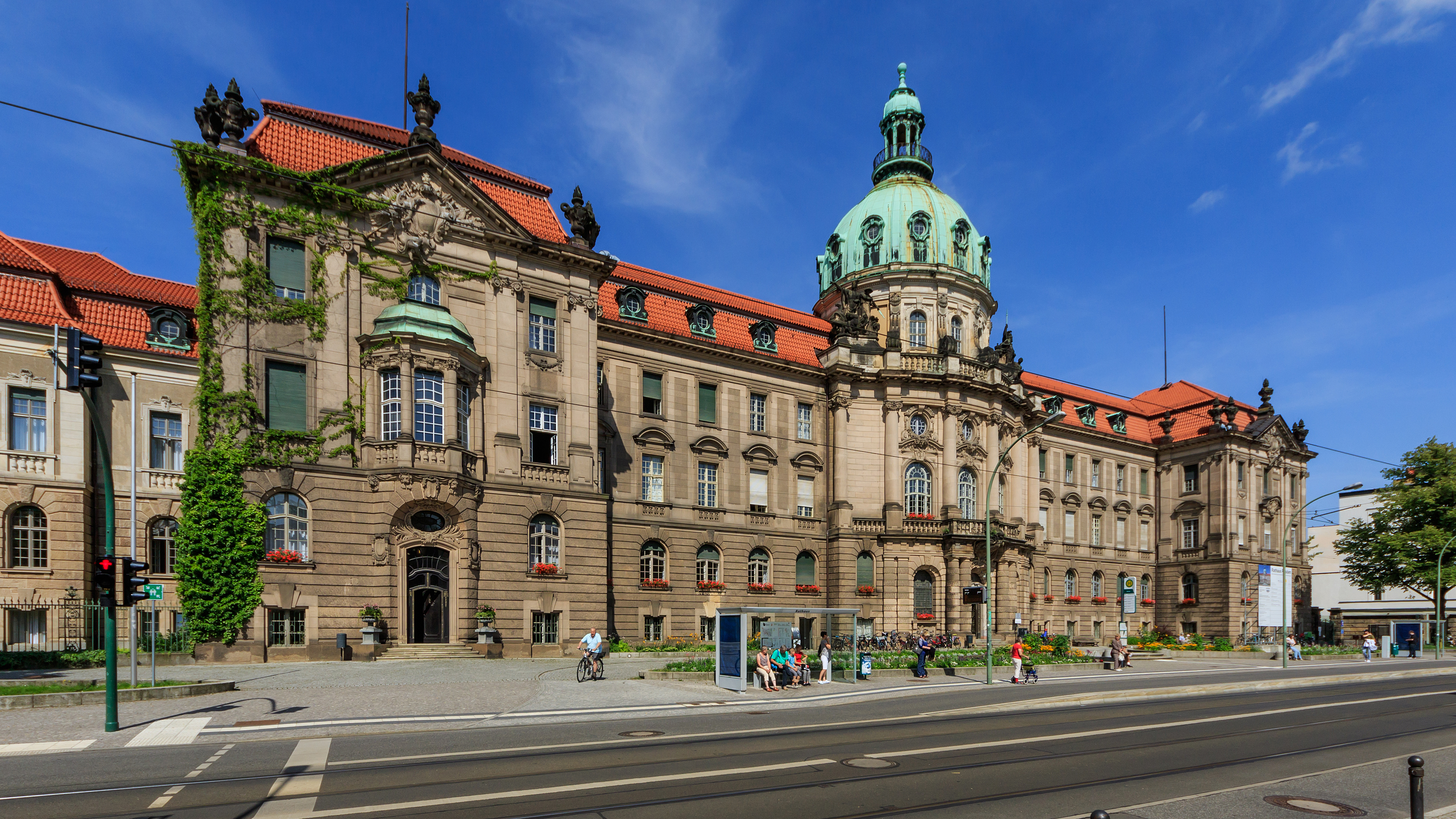
Potsdamer Stadthaus, Rathaus der Stadt

Das Potsdamer Stadthaus an der Friedrich-Ebert-Straße ist Rathaus der Stadt, Sitz der Stadtverwaltung und des Oberbürgermeisters. Seit 1947 ersetzt es in dieser Funktion das damals schwer kriegsbeschädigte, später aber wieder aufgebaute, kleinere Alte Rathaus und wird daher auch als Neues Rathaus bezeichnet. Auch das Standesamt ist im Gebäude untergebracht.

## Gebäude
Das Stadthaus steht in Potsdam in der Friedrich-Ebert-Straße 79–81 und umfasst 478 Räume, darunter den Plenarsaal, die Bibliothek und den Blauen Salon.

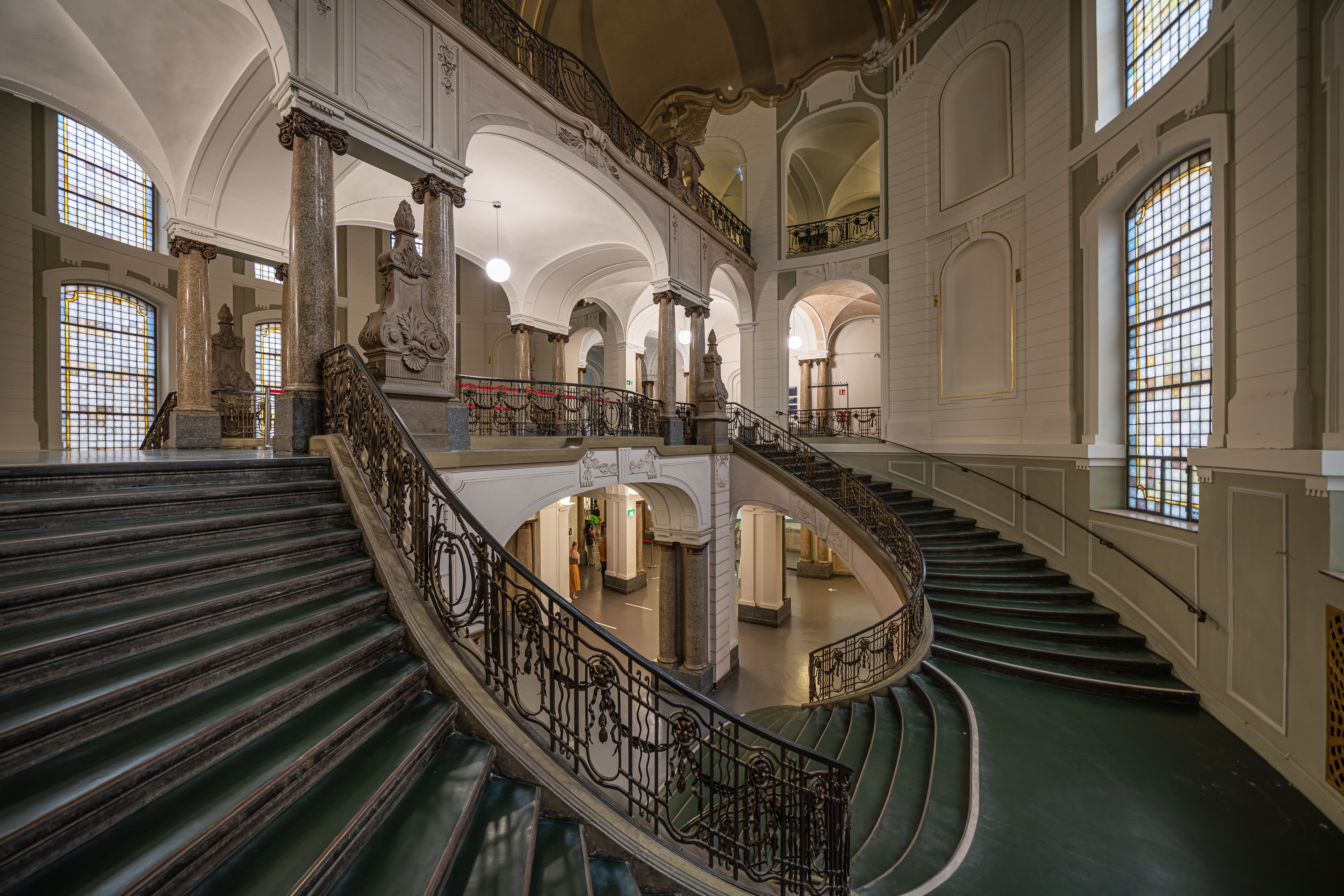
Zentrales Treppenhaus

Das Gebäude entstand zwischen 1902 und 1907 als „Regierungsgebäude“ für den Regierungsbezirk Potsdam. Baupläne stammten vom Oberbaurat Paul Kieschke, nach dessen frühem Tod wurde die Feinplanung dann dem Stadtbauinspektor Traugott von Saltzwedel übertragen, der auch die Bauarbeiten leitete. Zusätzlich kamen weitere Bauleiter zum Einsatz. Die Gründungsarbeiten begannen im Herbst 1902 und erwiesen sich aufgrund des schwierigen Baugrundes als problematisch. Der Baukomplex bestand aus dem eigentlichen Verwaltungsbau (=Hauptgebäude), einem angeschlossenen Wohngebäude und einem Stallgebäude. Das Hauptgebäude ist viergeschossig, wobei jede Etage unterschiedliche Bauhöhen aufweist. Das Untergeschoss enthielt Dienstwohnungen, Wirtschafts- und Lagerräume sowie Arbeitsräume für einige Fachabteilungen. Im Zentrum der Hauptfront ist der große Sitzungssaal angeordnet. Wohnungen befinden sich auf zwei Etagen des Wohngebäudetraktes, dazu Festräume und Wirtschaftsräume samt Sanitäreinrichtungen.
Die Fassaden an der ehemaligen Spandauer Straße sind mit Sandstein verkleidet, ebenso wie die deutlich sichtbaren Treppentürme (ein nördlicher, ein südlicher). Das Foyer ist eine 16 Meter hohe Treppenhalle, die mit einem Moniergewölbe eingedeckt ist. Der Hauptsitzungssaal hat einen ovalen Grundriss, deren Schmalseiten durch Galerienischen unterbrochen sind. Die Wände und Decke sind mit Figurengruppen, Säulen, Gemälden und Reliefs namhafter Bildhauer geschmückt.
Im Zweiten Weltkrieg erlitt das Gebäude keine größeren Schäden und konnte nach Kriegsende wieder für die Stadtverwaltung nutzbar gemacht werden. Seit 1947 ist es Sitz unterschiedlicher Verwaltungsgremien der Stadt Potsdam.
Eine im Jahre 2015 begonnene und mit 10 Millionen Euro veranschlagte Teilsanierung des Gebäudes wurde 2018 abgeschlossen. Weitere Sanierungsmaßnahmen sollten folgen.

## Stadtverordnetenversammlung
- PARTEI: 1
- DIE aNDERE: 6
- Linke: 5
- SPD: 11
- Grüne: 8
- Volt: 1
- BVB/FW: 2
- FDP: 2
- MiP: 1
- BfW: 3
- CDU: 8
- AfD: 8

Die Amtsperiode der Stadtverordnetenversammlung beträgt fünf Jahre. Nach der Wahl muss die neue Versammlung spätestens am 30. Tag danach zusammentreten. Die Stadtverordnetenversammlung ist das Hauptorgan der Stadtverwaltung und die Vertretung der Bürger. Die Bezeichnung des Vorsitzenden war von 1990 bis 1999 Stadtpräsident und ist seither Vorsitzender der Stadtverordnetenversammlung. Der Vorsitzende wird von den Stadtverordneten aus ihrer Mitte gewählt.
Die Stadtverordnetenversammlung der Stadt Potsdam hat 56 Mitglieder, die sich seit der Kommunalwahl am 26. Mai 2019 (Wahlbeteiligung: 62,3 %) auf die einzelnen Parteien/Wählergruppen wie rechts dargestellt verteilen.
Die Fraktionen SPD, Bündnis 90/Die Grünen und Die Linke bilden die sogenannte Rathauskooperation, die die Mehrheit in der Stadtverordnetenversammlung stellt.
Vorsitzender der Stadtverordnetenversammlung ist Pete Heuer von der SPD-Fraktion. Die Vorsitzenden seit 1990 sind in folgender Tabelle gelistet:
| Vorsitzende der Stadtverordnetenversammlung |
| ------------------------------------------- |
| 1990–1993: Helmut Przybilski (SPD)          |
| 1994–2008: Birgit Müller (PDS/Linke)        |
| 2008–2014: Peter Schüler (Grüne)            |
| 2014–2019: Birgit Müller (Linke)            |
| 2019–2024: Pete Heuer (SPD)                 |
| seit 2024: Hagen Wegewitz (SPD)             |

## Oberbürgermeister und Beigeordnete
Oberbürgermeister der Stadt Potsdam ist seit dem 28. November 2018 Mike Schubert (SPD). Er ist auch Mitglied der Stadtverordnetenversammlung. Bei der Wahl zum Oberbürgermeister vom 23. September 2018 erreichte Schubert nur eine relative Mehrheit, weswegen er in der Stichwahl am 14. Oktober 2018 gegen Martina Trauth (parteilos für Linke) antrat, die er mit 55,3 Prozent gewann. Am 25. Mai 2025 wählte das Volk Schubert ab, nachdem die Stadtverordnetenversammlung aufgrund seiner Amtsführung und nach Vorwürfen der Vorteilsannahme gegen Schubert ein Abwahlverfahren eingeleitet hatte. Er scheidet mit Feststellung des amtlichen Endergebnisses aus dem Amt, die für den 2. Juni 2025 erwartet wird. Als kommissarischer Nachfolger ist Schuberts bisheriger Stellvertreter Burkhard Exner (SPD), der auch Kämmerer der Stadt ist, designiert. Das Kommunalwahlgesetz schreibt eine Neuwahl innerhalb von fünf Monaten vor, das heißt vor Ende Oktober 2025.
Bei der Oberbürgermeisterwahl am 18. September 2010 konnte keiner der Kandidaten die absolute Mehrheit erringen. Daher musste durch eine Stichwahl am 3. Oktober 2010 zwischen Jann Jakobs (SPD) und Hans-Jürgen Scharfenberg (Linke) das neue Stadtoberhaupt ermittelt werden. Dabei konnte sich Jakobs mit einer Mehrheit von 60,8 Prozent der gültigen Stimmen durchsetzen. Er ging damit in seine zweite achtjährige Amtszeit, nachdem er das Amt im Jahr 2002 von Matthias Platzeck übernommen hatte, der als Ministerpräsident in die Staatskanzlei gewechselt war.
|  | Partei    | Name                | Amtsbezeichnung/Funktion   | Geschäftsbereich (GB)                                 |
|  | --------- | ------------------- | -------------------------- | ----------------------------------------------------- |
|  | SPD       | Mike Schubert       | Oberbürgermeister          |                                                       |
|  | SPD       | Burkhard Exner      | Bürgermeister (Stellv. OB) | GB 1 – Finanzen, Investitionen und Controlling        |
|  | parteilos | Noosha Aubel        | Beigeordnete               | GB 2 – Bildung, Kultur, Jugend und Sport              |
|  | SPD       | Brigitte Meier      | Beigeordnete               | GB 3 – Ordnung, Sicherheit, Soziales und Gesundheit   |
|  | parteilos | Bernd Rubelt        | Beigeordneter              | GB 4 – Stadtentwicklung, Bauen, Wirtschaft und Umwelt |
|  | SPD       | Dieter Jetschmanegg | Dezernent                  | GB 5 – Zentrale Verwaltung                            |

(Stand Januar 2021)
| Oberbürgermeister 1809–1945        | Oberbürgermeister 1945 bis heute                                    |
| ---------------------------------- | ------------------------------------------------------------------- |
| 1809–1821 Jakob Brunner            | 1945: Friedrich Bestehorn                                           |
| 1821–1844: Wilhelm St. Paul        | 1945: Heinz Zahn                                                    |
| 1844–1848: Wilhelm Krüger          | 1945–1950: Walter Paul (SED)                                        |
| 1848–1851: B. Gobbin               | 1951–1957: Kurt Promnitz (SED)                                      |
| 1851–1878: Alexander Beyer         | 1957–1961: Wilhelm Rescher (SED)                                    |
| 1878–1897: Reinhold Boie           | 1961–1984: Brunhilde Hanke (SED)                                    |
| 1897–1905: Richard Jaehne          | 1984–1989: Wilfried Seidel (SED)                                    |
| 1906–1923: Kurt Vosberg            | 1989–1990: Manfred Bille (SED)                                      |
| 1924–1934: Arno Rauscher (DNVP)    | 1990–1998: Horst Gramlich (SPD)                                     |
| 1934–1945: Hans Friedrichs (NSDAP) | 1998–2002: Matthias Platzeck (SPD)                                  |
|                                    | 2002–2018: Jann Jakobs (SPD)                                        |
|                                    | seit 28. Nov. 2018: Mike Schubert (SPD) (am 25. Mai 2025 abgewählt) |